# Alexei Wladimirowitsch Potapow
Alexei Wladimirowitsch Potapow (russisch Алексей Владимирович Потапов; * 2. März 1989 in Gorki, Russische SFSR) ist ein russischer Eishockeyspieler, der seit Mai 2021 beim HK Traktor Tscheljabinsk aus der Kontinentalen Hockey-Liga unter Vertrag steht.

## Karriere
Alexei Potapow begann seine Karriere als Eishockeyspieler in seiner Heimatstadt in der Nachwuchsabteilung von Torpedo Nischni Nowgorod, für dessen zweite Mannschaft er zunächst von 2005 bis 2008 in der drittklassigen Perwaja Liga aktiv war, wobei er in der Saison 2007/08 parallel zu vier Einsätzen für Torpedos Profiteam in der Superliga kam. In der Saison 2008/09 bestritt er für Torpedo sieben Einsätze in der neu gegründeten Kontinentalen Hockey-Liga, lief jedoch weiterhin für die zweite Mannschaft in der Perwaja Liga auf.
Von 2009 bis 2011 spielte Potapow jeweils parallel für die Profimannschaft von Torpedo Nischni Nowgorod in der KHL und für deren Juniorenmannschaft in der multinationalen Nachwuchsliga Molodjoschnaja Chokkeinaja Liga. In der Saison 2010/11 lief er überwiegend für den HK Sarow in der neuen zweiten russischen Spielklasse, der Wysschaja Hockey-Liga, auf und erzielte für den Zweitligisten in 30 Spielen 13 Scorerpunkte, davon fünf Tore.
Zwischen 2014 und November 2017 spielte er ausschließlich für Torpedo in der KHL und absolvierte dabei über 300 Spiele, ehe er zu Ak Bars Kasan wechselte und mit Ak Bars 2018 den Gagarin-Pokal gewann. Im Mai 2019 lief sein Vertrag in Kasan aus und Potapow wurde vom HK Awangard Omsk verpflichtet und absolvierte bis 2021 126 KHL-Partien für Omsk. Dabei sammelte er 20 Scorerpunkte und gewann 2021 erneut den Gagarin-Pokal, ehe er im Mai 2021 vom HK Traktor Tscheljabinsk verpflichtet wurde.

### International
Für Russland nahm Potapow an der U20-Junioren-Weltmeisterschaft 2009 teil, bei der er mit seiner Mannschaft die Bronzemedaille gewann. Zu diesem Erfolg trug er mit zwei Torvorlagen in sechs Spielen bei.

## Erfolge und Auszeichnungen
- 2009 Bronzemedaille bei der U20-Junioren-Weltmeisterschaft
- 2017 KHL All-Star Game
- 2018 Gagarin-Pokal-Gewinn und Russischer Meister mit Ak Bars Kasan
- 2021 Gagarin-Pokal-Gewinn und Russischer Meister mit HK Awangard Omsk

## KHL-Statistik
(Stand: Ende der Saison 2020/21)